# الکساندر براندتنر

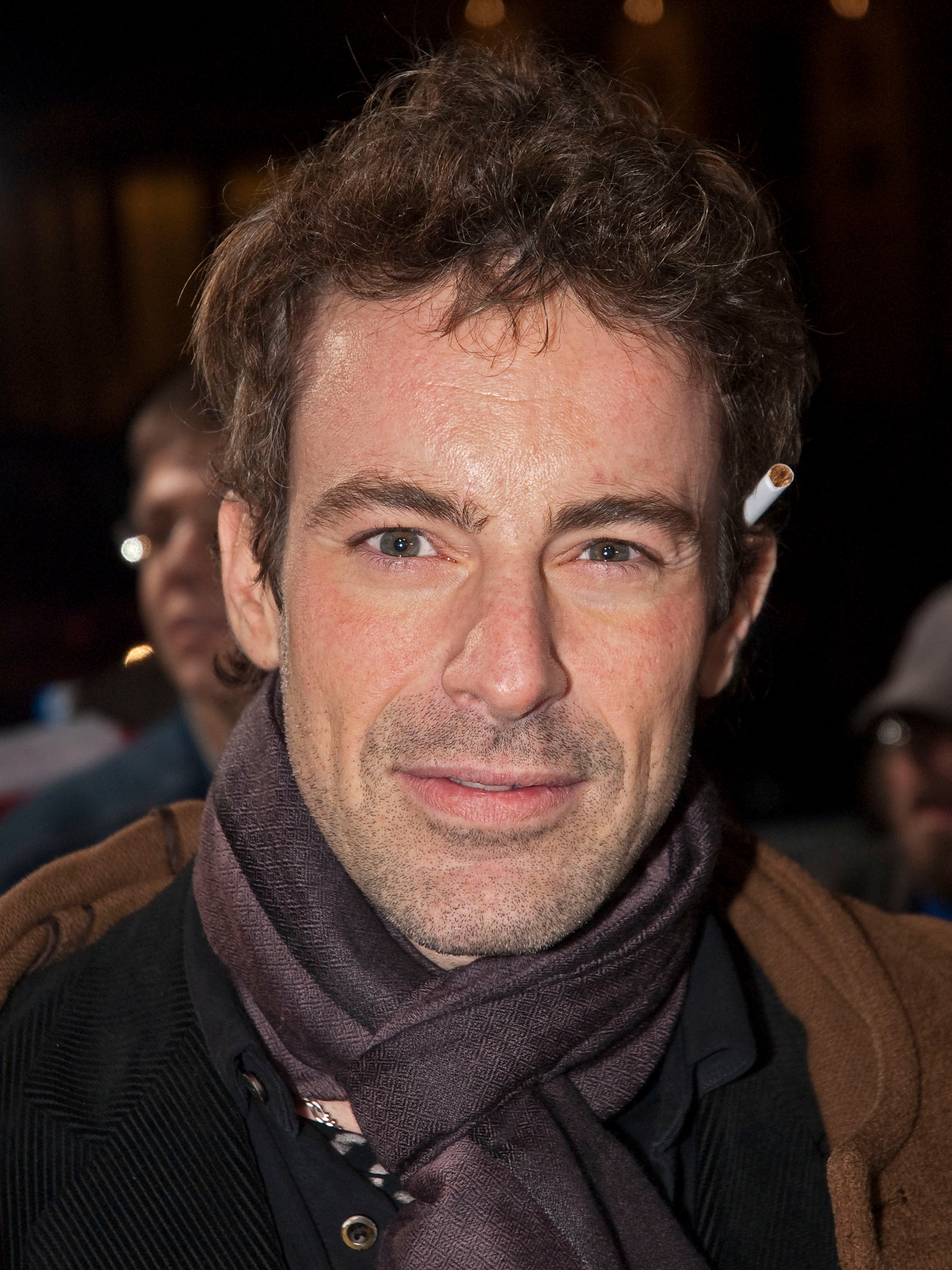
گدیون برکاد(۲۰۰۷)

الکساندر براندتنر (به آلمانی: Alexander Brandtner) کمیسر پلیس و از شخصیت‌های اصلی سریال کمیسر و رکس با بازی گادیون برکاد است، او جایگزین موزر می‌شود. پس از مرگ موزر رکس افسرده شده‌است و از غذا خوردن امتناع می‌کند اما رکس می‌تواند با حضور او بهبود یابد و به زندگی بازگردد وهمکاری اش را با براندتنر ادامه می‌دهد.